# ويليام س. كونر
ويليام س. كونر (بالإنجليزية: William C. Conner)‏ هو قاضي ومحامي أمريكي، ولد في 27 مارس 1920 في ويتشيتا فولز في الولايات المتحدة، وتوفي في 9 يوليو 2009 في برونكسفيل في الولايات المتحدة.